# 착시

체커 그림자 착시.
A와 B는 사실 같은 색이다.

착시(錯視, optical illusion 또는 visual illusion)란 시각 이미지가 실제 사물의 모습과 다르게 보이는 것을 뜻한다.

## 개요

격자 착시(Grid illusion)

마흐 밴드 착시(Mach bands illusion)

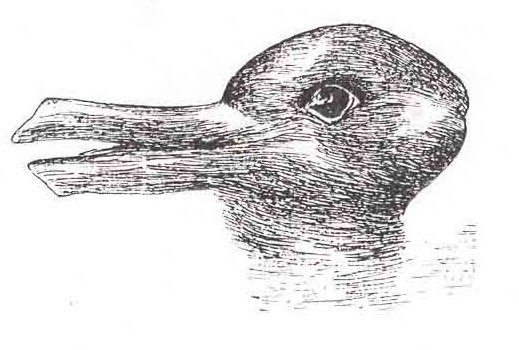
오리-토끼 착시

얼굴-꽃병 착시

주변의 다른 정보의 영향으로 시각 자극을 인지하는 과정에서 원래의 사물에 대한 시각적인 착각을 일으키는 것이 착시이다.
중요한 착시에는 두 가지 종류가 있다.
첫 번째는 사물의 이미지를 시각이 받아들이면서 시각 자체가 착각을 일으키는 생리적(물리적) 착시이다. 이것은 글자나 그림 자체가 구분하기 어려워서 혼동하기 쉽게 표현되어 있거나, 명암, 기울기, 색상, 움직임 등의 특정한 자극의 과도한 수용으로 인해  착각을 일으키는 착시 현상이다.
두 번째는 뇌가 눈에서 받아들인 자극을 무의식적으로 추론하는 과정에서 발생하는 인지적인 착시이다. 이것은 시각이 받아들인 정보를 인지하는 과정에서 뇌가 착각을 일으키는 착시 현상이다.
적리 착시현상은 격자 착시에서 잔상 효과에 의해 실제로는 존재하지 않는 점이 보이는 것과 같은 착시를 말한다. 이 외에도 같은 밝기의 회색을 배경에 따라 더 어둡거나 또는 더 밝은 것으로 인식하는 것도 생리적 착시의 일종이다.
생리적 착시는 명암, 기울기, 색상, 움직임 등 눈에 주어지는 특정한 시각 자극이 과도하게 수용되어 일어나는 것이다. 몇몇 반복되는 이미지는 시각 정보 인지 과정의 초기 단계에서 생리학적인 불균형을 가져오게 되어 이러한 착시를 유발한다.
19세기 오스트리아의 물리학자인 어니스트 마흐의 이름을 따서 지었으며 생리적 착시현상의 가장 좋은 예로 꼽힌다. 어니스트 마흐는 처음 음속을 측정한 것으로도 유명하다. 인간의 눈에 있는 간상세포는 망막에 넓게 분포하여 빛의 세기에 따라 반응하는 수용야(受容野, receptive field)를 이룬다. 하나의 간상세포가 자극에 반응하면 가로 방향으로 인접한 다른 간상세포에도 자극을 전달하여 인접 수용체의 반응을 억제하는 횡억제(橫抑制,  Lateral inhibition)가 일어난다. 이러한 이유로 인해 명암 대비가 뚜렷한 시각 자극들을 동시에 받으면, 그 경계면에서 자극의 수용이 억제되어 착시가 발생한다. 격자 착시의 경우 교차점의 흰색 자극이 억제되어 검은 점이 나타나며, 마흐 밴드의 경우 경계면에서 그라데이션이 일어나는 것처럼 보인다.

## 인지적 착시
인지적 착시 현상은 "무의식적 추론"에 따른 인지 과정에서 발생한다고 알려져 있다. 인지적 착시 현상에 대한 이러한 가설은 19세기의 생리학자이자 심리학자인 헤르만 폰 헬름홀츠에 의해 처음 제기되었다. 인지적 착시에는 다음과 같은 것들이 알려져 있다.
- 애매모호한 이미지: 애매모호한 이미지에 의한 착시는 두 가지 이상의 전혀 다른 이미지로 인식될 수 있는 이미지에 의한 착시이다. 오리-토끼 착시, 얼굴 꽃병 착시와 같은 [[전경-배경 착시](figure–ground illusion)가 유명하다.
- 뒤틀림 착시: 카페 벽 착시(café wall illusion)나 뮐러-라이어 착시(Müller-Lyer illusion)와 같이 주변의 정보로 인해 사실과 다르게 인식한다.
- 페러독스 착시: 펜로즈 삼각형과 같이 실제로는 있을 수 없는 이미지를 자연스럽게 받아들인다. 마우리스 코르넬리스 에스허르는 페러독스 착시를 이용한 판화 작업으로 유명하다.
- 환각: 실제로 존재하지 않은 것을 시각적으로 인지하는 것을 말한다.

## 인지적 착시의 원인

카니자 삼각형

게슈탈트 심리학은 인간의 인지가 전체적인 것을 종합적으로 판단하려는 경향이 있다고 역설하였다. 오리-토끼 착시는 게쉬탈트 심리학의 인지이론을 뒷받침하는 그림으로, 보기에 따라 오리로도 또는 토끼로도 보인다. 이 그림을 토끼로 인식할 때에는 오리의 부리가 토끼의 귀로 인식된다. 이와 같은 착시를 반전 이미지(반전 착시)라고 한다. 두 명의 옆얼굴 또는 하나의 꽃병으로 보이는 얼굴-꽃병 그림 또는 루빈의 꽃병(Rubin vase) 역시 이러한 맥락에서 전경-배경 착시로 널리 알려진 그림이다.

## 갤러리

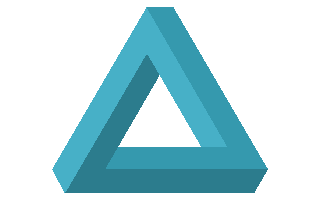
펜로즈 삼각형
뮐러-라이어 착시, 두 빨간 선의 길이는 같다.
가운데 점에 시선을 고정하고 머리를 앞뒤로 움직이면 두 원이 회전하는 것처럼 보인다.
카페 벽 착시, 수평선이 사선으로 보인다.

## 같이 보기
- 착시 일람
- 시각
- 환각
- 스테레오그램

## 참고 문헌
- 《개정판 심리학의 이해》, 김정희 외 공저, 학지사, 서울, 2000, pp 83~84
- David Eagleman (2001) Visual Illusions and Neurobiology. Nature Reviews Neuroscience. 2(12): 920-6. (pdf)
- Gregory Richard (1997) Knowledge in perception and illusion. Phil. Trans. R. Soc. Lond. B 352:1121-1128. (pdf)
- Purves D, Lotto B (2002) Why We See What We Do: An Empirical Theory of Vision. Sunderland, MA: Sinauer Associates.
- Purves D, Lotto RB, Nundy S (2002) Why We See What We Do. American Scientist 90 (3): 236-242.
- Purves D, Williams MS, Nundy S, Lotto RB (2004) Perceiving the intensity of light. Psychological Rev. Vol. 111: 142-158.
- Renier, L., Laloyaux, C., Collignon, O., Tranduy, D., Vanlierde, A., Bruyer, R., De Volder, A.G. (2005). The Ponzo illusion using auditory substitution of vision in sighted and early blind subjects. Perception, 34, 857–867.
- Renier, L., Bruyer, R., & De Volder, A. G. (2006). Vertical-horizontal illusion present for sighted but not early blind humans using auditory substitution of vision. Perception & Psychophysics, 68, 535–542.
- Yang Z, Purves D (2003) A statistical explanation of visual space. Nature Neurosci 6: 632-640.